# گورتسیگ
گورتسیگ (به آلمانی: Görzig) یک منطقهٔ مسکونی در آلمان است که در زودلیشس آنهالت واقع شده‌است. گورتسیگ  ۱٬۲۴۱ نفر جمعیت دارد.